# Бужумбура
Бужумбу́ра (рунди Bujumbura; до 1962 года — Усумбура) — самый большой город, экономическая и бывшая политическая столица Бурунди. Население по оценочным данным составляет более 500 тысяч человек . Город прилегает к озеру Танганьика с северо-востока, является главным портом страны на озере.

## Этимология
Топоним «Бужумбура», по версии российского издания «Вокруг света», означает «рынок, где торгуют картофелем».
В том же источнике указано, что город якобы с 1897 по 1922 год носил название Мариенхайм; однако в действительности основанная 8 декабря 1902 года германская католическая миссия Мариенхайм (нем. Marienheim) была отдельным поселением, что располагалось примерно в 15 км к юго-востоку от Усумбуры в районе селения Бухонга (ныне в коммуне Каньоша провинции Бужумбура-Рураль).
С 1 июля 1962 года город носит название Бужумбура (рунди Bujumbura). Сокращённое название — Бужа́ (фр. Buja).

## Язык
Наиболее распространённым языком в городе является кирунди, в школах преподают французский язык, который в значительной мере используется в официальном документообороте. Город является единственным регионом страны, в котором распространён язык суахили.

## История

### До основания города
Приозёрная деревня, которой ещё только предстояло стать городом Бужумбурой, была впервые открыта в конце 1871 года британским журналистом и известным в будущем авантюристом Генри Мортоном Стэнли, специально посланным на поиски Ливингстона американской газетой «Нью-Йорк Герольд». Исследователи подвергли тщательному изучению северную и северо-восточную часть побережья озера Танганьика потому, что в то время предполагалось, что из этого озера может вытекать исток Нила.

### Под германским правлением
Территория туземного королевства, которое располагалось на территории современного Бурунди, долгое время оставалось вне интересов европейских колониальных держав. Некоторые источники указывают в качестве даты основания города 10 августа 1897 года, когда город был основан как германский военный пост (иногда называется 1896 год), с опорой на который в 1897 году были завоёваны территории современных Бурунди и Руанды, ставшие частью Германской Восточной Африки.

### Под бельгийским правлением
После начала Первой мировой войны бельгийские войска из соседнего Бельгийского Конго (современная Демократическая Республика Конго) в 1916 году оккупировали территории Руанды и Бурунди, которые в 1919 году официально перешли под управление Бельгии по Версальскому договору, а в 1922 году были преобразованы Лигой Наций в бельгийскую подмандатную территорию Руанда-Урунди. В том же году Усумбура стала административным центром этой территории (при этом столицей резидентства Урунди стала Китега), а после того, как законом от 21 августа 1925 года бельгийские власти объединили Руанду-Урунди в административный союз с Бельгийским Конго, Усумбура стала столицей фактического вице-генерал-губернаторства; при этом официально Руанда-Урунди оставалась отдельной мандатной, а затем подопечной территорией ООН (после Второй мировой войны в декабре 1946 года сменившая Лигу Наций организация аналогично передала Руанду-Урунди Бельгии), поскольку её подчинение колонии Бельгийское Конго противоречило Уставу ООН и соглашению об опеке.

### В независимом Бурунди
В 1961 году Урунди проголосовало за то, чтобы стать независимым королевством, а Руанда проголосовала за независимую республику. 1 июля 1962 года Руанда-Урунди разделилась на два независимых государства, Усумбура стала столицей Бурунди и была переименована в Бужумбуру. На престоле правил король (мвами) Мвамбутса IV, шестнадцатый монарх в своей династической линии. Королевство было конституционным. Рознь между правящим уже несколько веков нилотско-кушитским по происхождению меньшинством тутси и стремившимися к власти в стране большинством хуту (по происхождению банту) привела к хаосу в королевстве и упадку экономики. В 1966 году были низложены два короля, 8 июля кронпринц Шарль Ндизейе сверг Мвами Мвамбуцу IV и короновался как Мвами Нтаре V, но уже 28 ноября он был свергнут собственным премьер-министром капитаном Мишелем Мичомберо, поддержанным армией.
Мишель Мичомберо (тутси по национальности) объявил о ликвидации монархии и объявил страну республикой, а себя назначил на пост президента. В качестве правительства страны был образован Национальный Революционный Комитет. Офицеры, помогшие Мичомберо прийти к власти, были назначены губернаторами провинций страны. В апреле 1972 года вспыхнуло восстание хуту, которые попытались свергнуть власть тутси. В результате кровавой бойни погибло от 100 до 300 тысяч человек, большинство из которых были хуту. Свергнутый король Нтаре V, все эти годы находившийся под домашним арестом, был убит, более 100 тысяч хуту бежали из страны.
В начале ноября 1976 года подполковник Жан-Батист Багаза (также тутси) возглавил кровавый военный переворот, свергнув Мичомберо. Действие конституции было приостановлено и 10 ноября 1976 года Высший Революционный Совет (состоял из 30 членов, все военные) провозгласил Багазу президентом. Новый президент предпринял меры против коррупции в правительстве и, с целью улучшения условий жизни беднейшего крестьянства, в 1977 году провёл аграрную реформу, отменившую прежнюю феодальную систему землевладения. Он предпринял меры по возвращению беженцев-хуту из Заира и Танзании, многие крестьяне хуту стали владеть землёй, которую они обрабатывали. Однако ключевые позиции в экономике продолжали сохранять тутси, им же принадлежал контроль над правительством и армией. В 1981 году была принята новая конституция, согласно которой была установлена однопартийная система, президент возглавил Национальную партию единства и прогресса (УПРОНА), а в августе 1984 года был избран на президентский пост в результате всенародного голосования. Во второй половине 1980-х годов Багаза предпринял шаги по сокращению влияния церкви (в первую очередь католической): закрывались церковные школы, производилась конфискация церковной собственности, имели место аресты священников, высылка за пределы страны иностранных миссионеров, власти лимитировали время богослужений.
3 сентября 1987 года майор Пьер Буйоя (тоже тутси) в результате кровавого военного переворота сверг президента Багазу (находившегося в этот момент на международной конференции в Канаде), которого обвинил в коррупции. Действие конституции было приостановлено (новая конституция была принята на референдуме лишь в 1991 году), а Буйоя принёс президентскую присягу 2 октября 1987 года. Политические заключённые вышли на свободу, были отменены санкции против церквей (за исключением Свидетелей Иеговы, которые отказывались принимать власть государства), тогда же было приостановлено функционирование единственной партии УПРОНА (до 1989 года). Тогда же этническое большинство хуту восстало против засилья тутси во властных структурах, в середине августа от 5 до 10 тысяч человек было убито, а 50 тысяч вынуждены были бежать в Руанду (большинство из них вернулось в 1989 году). После этой бойни представители хуту были введены в правительство, были смягчены правила, которые ранее препятствовали карьерному росту хуту.
2 июня 1993 года на первых в истории страны свободных президентских выборах победу одержал хуту Мельхиор Ндадайе, но 21 октября того же года группа солдат-тутси штурмовала президентский дворец, президент и несколько членов кабинета министров были убиты. Женщина-премьер-министр Сильвия Киниги и семеро уцелевших министров получили убежище во французском посольстве в Бужумбуре. Бурундийское посольство в Руанде выпустило заявление, что за мятежом стоял бывший президент Богаза. Столкновения между хуту и тутси привели к тому, что более 700 тысяч человек бежали в соседние страны, где оказались в труднейших условиях стихийных беженских лагерей.
Сиприен Нтарьямира (38-летний гражданский хуту) был избран президентом в январе 1994 года, а Анатоль Канйенкино стал премьер-министром. Новый президент не смог остановить этническое насилие. Также насилие между хуту и тутси имело место и в соседней Руанде, президенты обеих стран вылетели на одном и том же самолёте в Дар-эс-Салам на конференцию, посвящённую путям по прекращению этнического насилия, но самолёт был сбит ракетой вблизи аэропорта в столице Руанды и оба президента погибли. Новая волна беженцев хлынула в Руанду.
30 сентября 1994 года Национальное Собрание (парламент) в Бужумбуре избрало своего спикера 38-летнего хуту Сильвестра Нтибантунганья президентом страны. В последующие несколько месяцев волна этнического насилия прокатилась по стране, начавшись с резни беженцев-хуту в Бужумбуре. Партия УПРОНА (состоявшая преимущественно из меньшинства тутси) была изгнана из парламента и правительства.
В 1996 году Пьер Буйоя (тутси) захватил власть в результате кровавого переворота, он приостановил действие конституции. Город Бужумбура (в особенности его район Каменге) стал ареной столкновений между вооружёнными формированиями хуту и армией, состоящей преимущественно из тутси. Пьер Буйоя в 1998 году принёс президентскую присягу. Правительство производило массовое перемещение населения в перегруппировочные лагеря в ответ на нападения повстанцев. К концу сентября 1999 года 300 тысяч жителей пригородной провинции Сельская Бужумбура были силой согнаны войсками в лагеря.
В июне 1998 года Буйоя провозгласил временную конституцию и пообещал сотрудничать с оппозиционным ему Национальным Собранием. В августе 2000 года при посредничестве Нельсона Манделы было подписано соглашение между представителями хуту и тутси. 29 января 2000 года в городе прошёл марш с целью окончания гражданской войны, в котором приняло участие более 5 000 человек.
В декабре 2001 года силы Национального фронта освобождения (НФО) совершили ряд нападений на Бужумбуру, в свою очередь правительственные силы совершили ответную атаку, в результате которой погибло 500 повстанцев НФО. Жан Минани был избран председателем переходной национальной ассамблеи. В июле 2002 года усилились столкновения между повстанцами хуту и правительственными силами, но в декабре 2002 года в Танзании было подписано соглашение о перемирии, тем же соглашением было предусмотрено вхождение соединений повстанцев хуту в состав новой национальной армии.
Столкновения между повстанцами хуту и правительством возобновились в январе 2003 года. В апреле 2003 года президентом стал Домисьен Ндайизейе, сменивший на этом посту Пьера Буйою. На середину 2003 года 16 из 17 провинций страны являлись ареной спорадических столкновений и грабежей, производимых вооружёнными формированиями. 7 июля 2003 года повстанцы атаковали Бужумбуру, в результате этого нападения (по данным наблюдателей ООН) 170 человек были убиты, а от 6 до 7 тысяч стали беженцами.
В 2005 году в городе открылся приют для детей-сирот и бездомных детей.
В 2007 году президент Бурунди Пьер Нкурунзиза объявил о том, что в будущем столицей страны станет Гитега. 24 декабря 2018 года Пьер Нкурунзиза заявил, что после одобрения парламентом столица будет перенесена из Бужумбуры в Гитегу. Парламент 16 января 2019 года одобрил это решение путём голосования в обеих палатах, при этом за Бужумбурой был закреплён статус экономической столицы.

## Экономика
Производятся цемент, текстиль, кофе, хлопок, бумага, химикаты, сельскохозяйственная продукция. Город экспортирует производимые товары в некоторые города Танзании и Демократической Республики Конго.
В окрестностях произрастают бананы, маниока, фасоль, маис, хлопок. В городе расположен головной офис авиакомпании Air Burundi.
27 января 2013 года в главном рынке города произошёл пожар. Убытки оказались довольно серьёзными, а экономические последствия для торговцев отрицательно сказались на местных рынках. Более 40 % жителей города испытывают трудности в обеспечении потребностей.

## Физико-географическая характеристика

### Географическое положение
Город располагается на северо-восточном побережье озера Танганьика (уреза воды озера 768 м является самой нижней точкой города), на север и северо-запад территория города располагается на равнине (на высотах до 825 м или 57 м выше уровня озера), к югу — вдоль узкой приозёрной низменности до устья реки Мугере, а на восток поднимается по склонам гор, самая высоко расположенная часть города — кампус Университета Бужумбуры, который располагается на высоте 1095 м (327 м выше уровня озера).
Параллельно северному берегу озера город вытянулся вдоль шоссе RN4 на 12 километров до пригородного селения Гатумба (места т. н. бойни в Гатумбе 13 августа 2004 года), здесь полоса застройки отходит от берега озера, так как там располагается заболоченная дельта реки Рузизи, имеющая статус заповедника. Ближе к центру города, к югу от аэропорта, располагается городской пляж.
Город в северо-западном направлении протянулся вдоль шоссе RN5 примерно на 13 км, по левую сторону вдоль шоссе располагается международный аэропорт Бужумбуры.
В северном направлении город вытянулся вдоль шоссе RN9 до пригородного селения Цибитоке на расстояние 11 км. Именно в этом направлении происходила наиболее интенсивная застройка обширной равнины кварталами малоэтажных домов.
В северо-западном направлении, вдоль шоссе RN1, город протянулся на 7 км до склонов гор.
В юго-западном направлении, вдоль шоссе RN7, город протянулся на 5 км до склонов гор.
В южном направлении, вдоль западного берега озера Танганьика проложено шоссе RN3, вдоль которого город вытянулся на 11 км до реки Мугере.

### Климат
| Показатель                                                                                                 | Янв. | Фев. | Март | Апр. | Май | Июнь | Июль | Авг. | Сен. | Окт. | Нояб. | Дек. | Год |
| --- | ---- | ---- | ---- | ---- | --- | ---- | ---- | ---- | ---- | ---- | ----- | ---- | --- |
| Средний суточный максимум, °C                                                                              | 28   | 28   | 28   | 28   | 28  | 29   | 29   | 30   | 31   | 30   | 28    | 28   | 28  |
| Средний суточный минимум, °C                                                                               | 19   | 19   | 19   | 19   | 19  | 18   | 17   | 18   | 19   | 20   | 19    | 19   | 19  |
| Норма осадков, мм                                                                                          | 94   | 109  | 121  | 125  | 57  | 11   | 5    | 11   | 37   | 64   | 100   | 114  | 796 |
| Источник: BBC Weather (англ.). Bbc.co.uk. Дата обращения: 18 марта 2013. Архивировано 7 февраля 2013 года. |      |      |      |      |     |      |      |      |      |      |       |      |     |

## Транспорт
Через Бужумбуру проходит транс-африканский автодорожный маршрут шоссе Лагос-Момбаса. Город связан шоссе с Гомой, Букаву (Демократическая Республика Конго) и Кигали (Руанда).
Бужумбура также соединена паромом с Кигомой (Танзания). В северо-восточной части города расположен международный аэропорт.

## Органы власти
Управление городом осуществляется на нескольких уровнях власти. Имеется центральная администрация города и органы местного самоуправления на коммунальном уровне. Центральная администрация складывается из аппарата мэрии и генерального секретариата. Имеется городской совет, который координирует действия всех уровней власти.
В каждой коммуне существует коммунальный совет и коммунальный администратор. Каждая коммуна разделена на кварталы. Квартал управляется советом квартала и шефом (начальником) квартала.

## Административное деление
Образует провинцию Мэрия Бужумбуры (фр. Bujumbura Mairie), в которую до 2005 года входило девять, а после 13 городских коммун, также является центром пригородной провинции Сельская Бужумбура (фр. Bujumbura Rural), окружающей собственно Бужумбуру.
До 2005 года площадь города составляла 86,52 км² и состояла из 9 коммун, позднее городская черта была расширена до 110 км², а число коммун увеличилось до 13. Коммуны подразделяются на 97 кварталов.

### Список городских коммун
| Коммуна          | название по-французски | Площадь км² | Население 2010 год |
| ---------------- | ---------------------- | ----------- | ------------------ |
| Бвиза            | Bwiza                  | 1,5         | 39 519             |
| Буйензи          | Buyenzi                | 1,4         | 49 664             |
| Бутерере*        | Buterere               |             | 29 749             |
| Гихоша*          | Gihosha                |             | 41 422             |
| Каменге          | Kamenge                | 10,9        | 52 502             |
| Каньоша*         | Kanyosha               |             | 62 056             |
| Кинама           | Kinama                 | 3,5         | 52 194             |
| Кининдо*         | Kinindo                |             | 22 985             |
| Мусага           | Musaga                 | 16,0        | 45 859             |
| Нгагара          | Ngagara                | 4,5         | 45 859             |
| Ньякабига        | Nyakabiga              | 1,2         | 21 897             |
| Рохеро           | Rohero                 | 36,5        | 18 330             |
| Чибитоке         | Cibitoke               | 11,0        | 53 371             |
| Мэрия Бужумбуры: | Mairie de Bujumbura    |             | 521 316            |

* — с 2005 года

## Архитектура и достопримечательности
Центр города построен в колониальном стиле, имеется рынок, национальный стадион, большая мечеть и католический собор. В городе расположены Университет Бурунди, построенный в 1960 году, Центр цивилизации Бурунди и Геологический музей Бурунди.

## Персоналии
- Каньенкико, Анатоль